# Явасское городское поселение
Явасское городско́е поселе́ние — муниципальное образование в Зубово-Полянском районе Мордовии Российской Федерации.
Административный центр — рабочий посёлок Явас.

## История
Статус и границы городского поселения установлены Законом Республики Мордовия от 7 февраля 2005 года № 12-З «Об установлении границ муниципальных образований Зубово-Полянского муниципального района, Зубово-Полянского муниципального района и наделении их статусом сельского поселения, городского поселения и муниципального района».

## Население
| 2002    | 2009    | 2010    | 2012    | 2013    | 2014    | 2015    |
| ------- | ------- | ------- | ------- | ------- | ------- | ------- |
| 14 499  | ↘7612   | ↗13 662 | ↘13 497 | ↘13 362 | ↘13 256 | ↘13 212 |
| 2016    | 2017    | 2018    | 2019    | 2020    | 2021    |         |
| ↗13 294 | ↗13 376 | ↘13 365 | ↘13 311 | ↘13 177 | ↘9021   |         |

## Состав городского поселения
| № | Населённый пункт | Тип населённого пункта                  | Население |
| - | ---------------- | --------------------------------------- | --------- |
| 1 | Лесной           | посёлок                                 | ↘1085     |
| 2 | Озёрный          | посёлок                                 | ↘1619     |
| 3 | Парца            | посёлок                                 | ↘3017     |
| 4 | Явас             | рабочий посёлок, административный центр | ↘5849     |